# Robert Nkili
Robert Nkili, né en 1945 à Endom au Cameroun, est un homme politique camerounais. Il est ministre du Travail de 2002 et 2011 puis ministre des Transports entre 2011 et 2015. Il est nommé sénateur de la région du centre le 31 mars 2023 par le Président de la République Paul Biya.

## Biographie

### Enfance et débuts
Robert Nkili est né le 6 juillet 1945 à d'Endom, dans le département du Nyong-et-Mfoumou. Il est le frère cadet de Jeanne-Irène Biya, première dame du Cameroun de  1982à 1992. En 1984, il obtient un doctorat en Histoire à l'Université d'Aix-Marseille. Sa thèse est intitulée Image de couverture pour Le pouvoir administratif et politique dans la région nord du Cameroun sous la période française (1919-1960).

### Carrière
En 1990, Robert Nkili est inspecteur général de pédagogie au Ministère de l’Éducation nationale du Cameroun. Le 24 août 2002, il est nommé ministre de l'Emploi, du travail et de la prévoyance sociale. Le 8 décembre 2004, à la suite du réaménagement du gouvernement, il devient Ministre du Travail et de la Sécurité sociale.
Le 9 décembre 2011, il est nommé ministre des Transports.
Il quitte le gouvernement le 2 octobre 2015.

### Politique
Robert Nkili est militant du Rassemblement démocratique du peuple camerounais (RDPC). Il est membre titulaire du comité central.

## Controverses et critiques
Il est entendu par le Tribunal Criminel Spécial sur sa gestion du dossier d’achat de deux avions MA-60 pour la compagnie aérienne nationale Camair-Co. Une enquête avait été demandée par les députés du SDF en 2015 pour apporter la lumière sur unsurplus de plus de 20 milliards Fcfa constaté dans l’acquisition de ces deux avions, qui auraient été achetés à 34,4 milliards Fcfa alors qu'ils ne coutaient que 5,6 milliards Fcfa l'un sur le marché,.